# Chad Kilger
Chad William Lawrence Kilger (* 27. November 1976 in Cornwall, Ontario) ist ein ehemaliger kanadischer Eishockeyspieler, der im Verlauf seiner aktiven Karriere zwischen 1992 und 2008 unter anderem 750 Spiele für die Mighty Ducks of Anaheim, Winnipeg Jets, Phoenix Coyotes, Chicago Blackhawks, Edmonton Oilers, Canadiens de Montréal und Toronto Maple Leafs in der National Hockey League auf der Position des rechten Flügelstürmers bestritten hat.

## Karriere
Chad Kilger begann seine Karriere als Eishockeyspieler in seiner Geburtsstadt bei den Cornwall Colts, für die er im Spieljahr 1992/93 aktiv war. Im Anschluss agierte der Kanadier bei den Kingston Frontenacs, für die er von 1993 bis 1995 in der kanadischen Top-Juniorenliga Ontario Hockey League spielte. Er wurde in der Folge beim NHL Entry Draft 1995 als Gesamtvierter in der ersten Runde von den Mighty Ducks of Anaheim ausgewählt. Am 7. Februar 1996 wurde er in einem Transfergeschäft mit Oleg Twerdowski und einer Drittrunden-Draftwahl der Winnipeg Jets für Teemu Selänne, Marc Chouinard und einem Viertrunden-Wahlrecht zu den Winnipeg Jets transferiert. In der Folge verbrachte er den Großteil seiner Spielzeit bei deren Farmteam, den Springfield Falcons. 

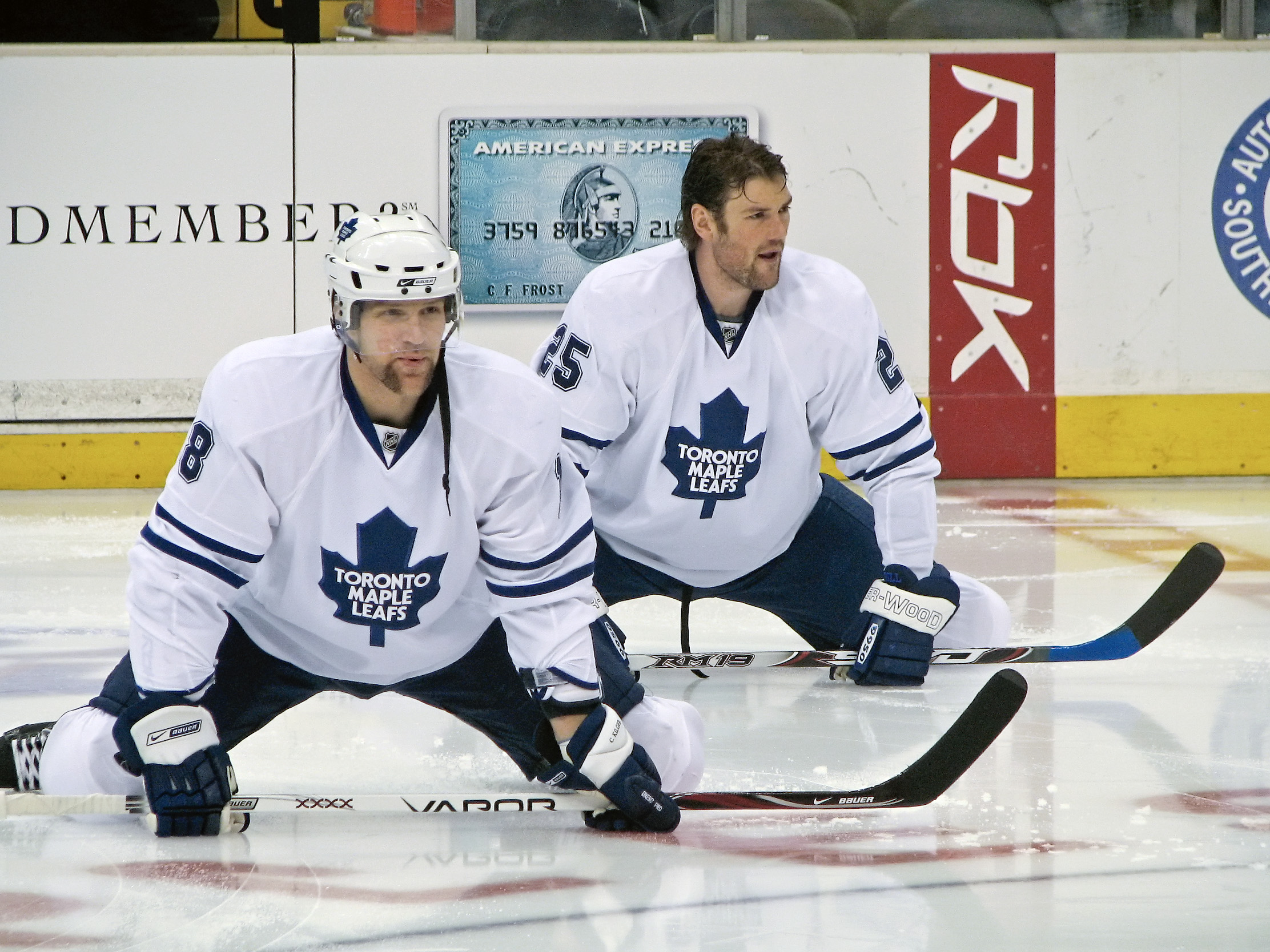
Chad Kilger (links) und Hal Gill im Trikot der Toronto Maple Leafs (2008)

Als sich seine Leistungen nicht verbesserten, wurde er an die Chicago Blackhawks abgegeben. In zwei Spielzeiten erzielte er für die Blackhawks in 86 Partien insgesamt 36 Scorerpunkte, darunter 17 Tore. Im März 1999 wurde er zusammen mit Daniel Cleary und Ethan Moreau für Christian Laflamme, Boris Mironow, Dean McAmmond und Jonas Elofsson zu den Edmonton Oilers transferiert. Nach eineinhalb Jahren wechselte er im Dezember 2000 zu den Montréal Canadiens, bei denen er sich durchsetzen konnte. In seiner ersten Saison bei den Canadiens stand er durchschnittlich etwa 18 Minuten auf dem Eis. Im März 2004 wechselte er zu den Toronto Maple Leafs.
Chad Kilger schaffte den inoffiziellen Eishockey-Rekord für den härtesten Schlagschuss am 3. Dezember 2006, als er bei 106,6 mph den alten Rekord vom ehemaligen Verteidiger der San Jose Sharks, Shawn Heins, (106,0 mph) übertraf. 

### Nicht-Unterschrift in Florida
Am Stichtag der Trade Deadline 2008, dem 26. Februar, transferierten die Toronto Maple Leafs Chad Kilger für einen Drittrunden-Draftpick zu den Florida Panthers. Er verlangte sofort Beurlaubung vom Management der Panthers, das ihm diese auch gewährten. Da er jedoch nicht im vereinbarten Zeitraum nach Florida zurückkehrte, setzte das Management den Vertrag mit dem Kanadier auf unbefristete Zeit aus. Kilger durfte auch nicht ins Trainingslager am Anfang der Saison 2008/09. Bis zum Ende der Spielzeit hatte er weder für die Panthers gespielt noch öffentlich eine Erklärung für die Nicht-Erfüllung seines Vertrages angegeben. Seine Mutter bekräftigte, dass ihr Sohn beurlaubt sei. Der ehemalige General Manager der Maple Leafs Cliff Fletcher erklärte, dass Kilger sich nun im Ruhestand befinde, obwohl Kilger dies nie zuvor bekanntgab. Chad Kilger trat am 10. Juli 2009 offiziell vom professionellen Eishockey zurück. Er arbeitet jetzt als Feuerwehrmann in seiner Heimatstadt Cornwall in der Provinz Ontario.

## Karrierestatistik
(Legende zur Spielerstatistik: Sp oder GP = absolvierte Spiele; T oder G = erzielte Tore; V oder A = erzielte Assists; Pkt oder Pts = erzielte Scorerpunkte; SM oder PIM = erhaltene Strafminuten; +/− = Plus/Minus-Bilanz; PP = erzielte Überzahltore; SH = erzielte Unterzahltore; GW = erzielte Siegtore; 1 Play-downs/Relegation; Kursiv: Statistik nicht vollständig)

## Familie
Sein Vater Bob Kilger war Politiker und amtierender Bürgermeister der Stadt Cornwall. Er starb im November 2021 im Alter von 77 Jahren.